# 钝萼唇柱苣苔
钝萼唇柱苣苔（学名：Chirita lunglinensis var. amblyosepala）为苦苣苔科唇柱苣苔属下的一个变种。

## 扩展阅读
- 維基物種上的相關：钝萼唇柱苣苔